# الهه (فیلم ۱۹۶۰)
الهه (به بنگالی: Devi) فیلمی محصول سال ۱۹۶۰ و به کارگردانی ساتیاجیت رای است. در این فیلم بازیگرانی همچون سومیترا چاترجی، شارمیلا تاگور ایفای نقش کرده‌اند.